# Інститут міжнародних відносин (Чехія)
Інститут міжнародних відносин — аналітичний центр в Чехії.
Некомерційна організація, яка працює в структурі Міністерства закордонних справ Чехії з 1957 р. Напрямки діяльності: міжнародні відносини, зовнішня політика Чехії, політика безпеки Чехії. Інститут акцентує увагу на з’ясуванні наслідків членства Чехії в ЄС, ролі Німеччини в регіональній інтеграції, відносинах Чехії з сусідніми країнами, становищі національних меншин у Чехії, ситуації в Словаччині, Росії та ін. країнах. Основні джерела фінансування внутрішні (щорічне фінансування віл Уряду) Річний бюджет — 540 тис. дол. В інституті працює бл. 100 співробітників, з яких половина — сумісники.